# Koncert (komedia)
Koncert. Intermezzo w jednej scenie – jednoaktowa komedia Aleksandra Fredry.
Data powstania sztuki nie jest dokładnie znana, a przy jej określaniu istniała wśród badaczy duża rozbieżność. Ignacy Chrzanowski oraz Eugeniusz Kucharski datowali ją na pierwszą połowę lat 30. XIX w., czyli pierwszy okres twórczości Fredry. Jednak zdaniem Stanisława Pigonia sztuka jest dużo późniejsza i powstała przynajmniej po 1861, a może nawet po 1865, czyli w drugim okresie twórczości Fredry. Przeznaczona była dla teatrów amatorskich. W trakcie przedstawienia przewidziane były do wykonania włoskie arie operowe, aczkolwiek autor w didaskaliach dopuszczał ich zamianę na inne utwory. Sam autor określił utwór związanym z operą terminem intermezzo.
Po  śmierci Fredry komitet zajmujący się  jego spuścizną zaliczył komedię do najbardziej udanych, aczkolwiek trudną do użycia. Prapremiera odbyła się w Krakowie 7 listopada 1885. Po raz pierwszy drukiem sztuka ukazała się w 1880 w tomie VI pośmiertnego wydania dzieł Fredry (s. 167–192). Od połowy XX w. sztuka miała przynajmniej pięć inscenizacji, w tym w Teatrze Polskiego Radia (1969, reż. Juliusz Owidzki).